# Кимура, Саори
Саори Кимура (яп. 木村沙織 Кимура Саори, род. 19 августа 1986) — японская волейболистка, нападающая.

## Игровая карьера
В 2005—2012 годах выступала за клуб «Торэй Эрроуз» (Оцу). В сезоне 2012/2013 играла в турецком «Вакыфбанке» (Стамбул), с которым выиграла чемпионат Турции и Лигу чемпионов ЕКВ. В сезоне 2013/2014 выступала за «Галатасарай» (Стамбул). В 2014 году вернулась в «Торэй Эрроуз», где и завершила карьеру в 2017 году.
В сборной Японии дебютировала в 2001 году. Принимала участие в летних Олимпийских играх 2004, 2008, 2012 и 2016 годов.

## Достижения
- Бронзовый призёр Олимпийских игр (2012)
- Чемпионка Азии (2007)
- Серебряный (2003) и бронзовый (2005) призёр чемпионатов Азии
- Чемпионка Японии (2008, 2009), MVP чемпионата Японии (2008)
- Самый результативный игрок молодёжного чемпионата мира (2005)
- Самый результативный игрок финального этапа Гран-при (2010)
- Бронзовый призёр чемпионата мира (2010)
- Чемпионка Турции (2012/13)
- Обладательница Кубка Турции (2012/13)
- Победительница Лиги чемпионов (2012/13)